# Rathaus (Lemgo)

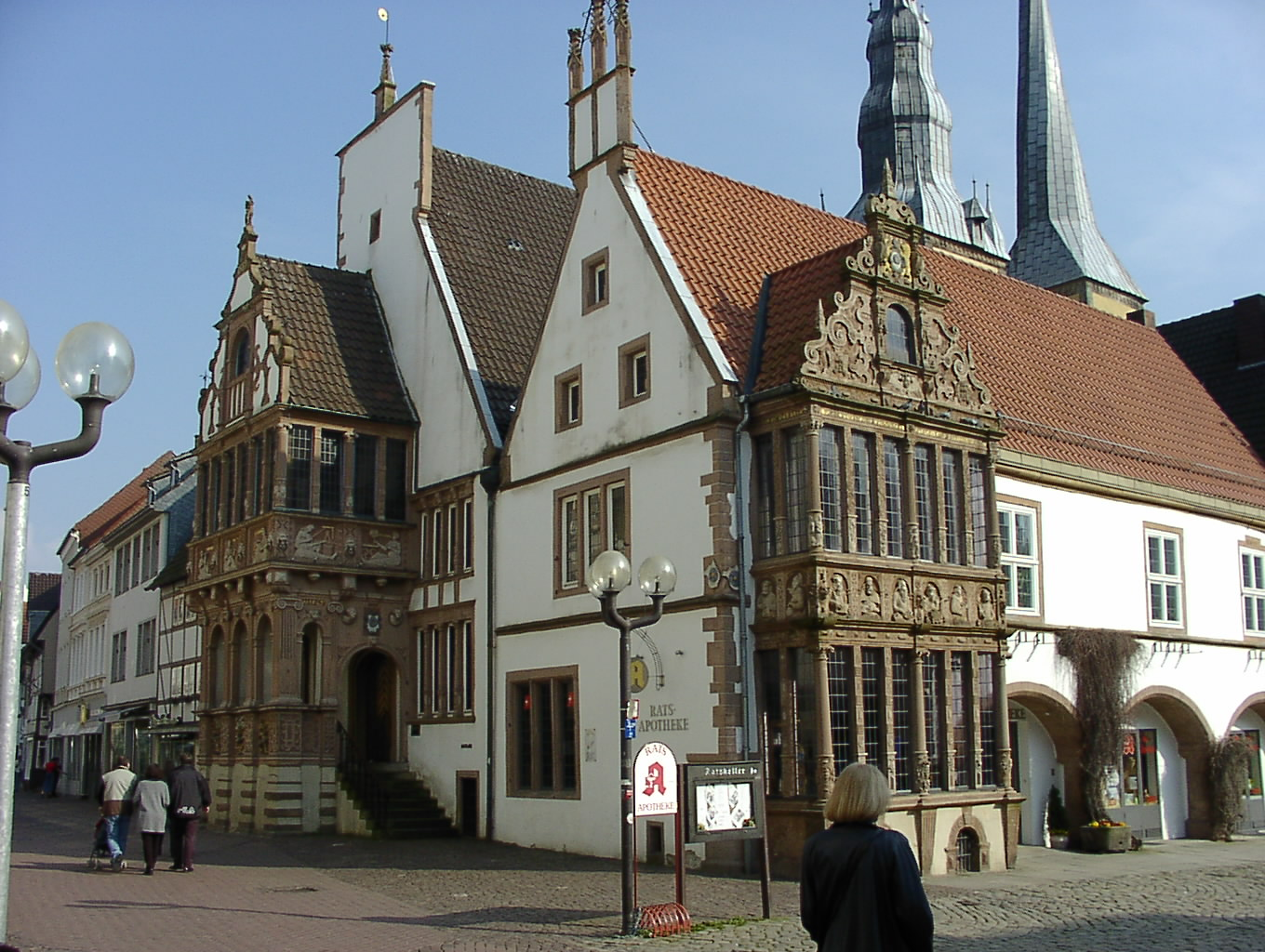
Lemgoer Rathaus, Nordteil

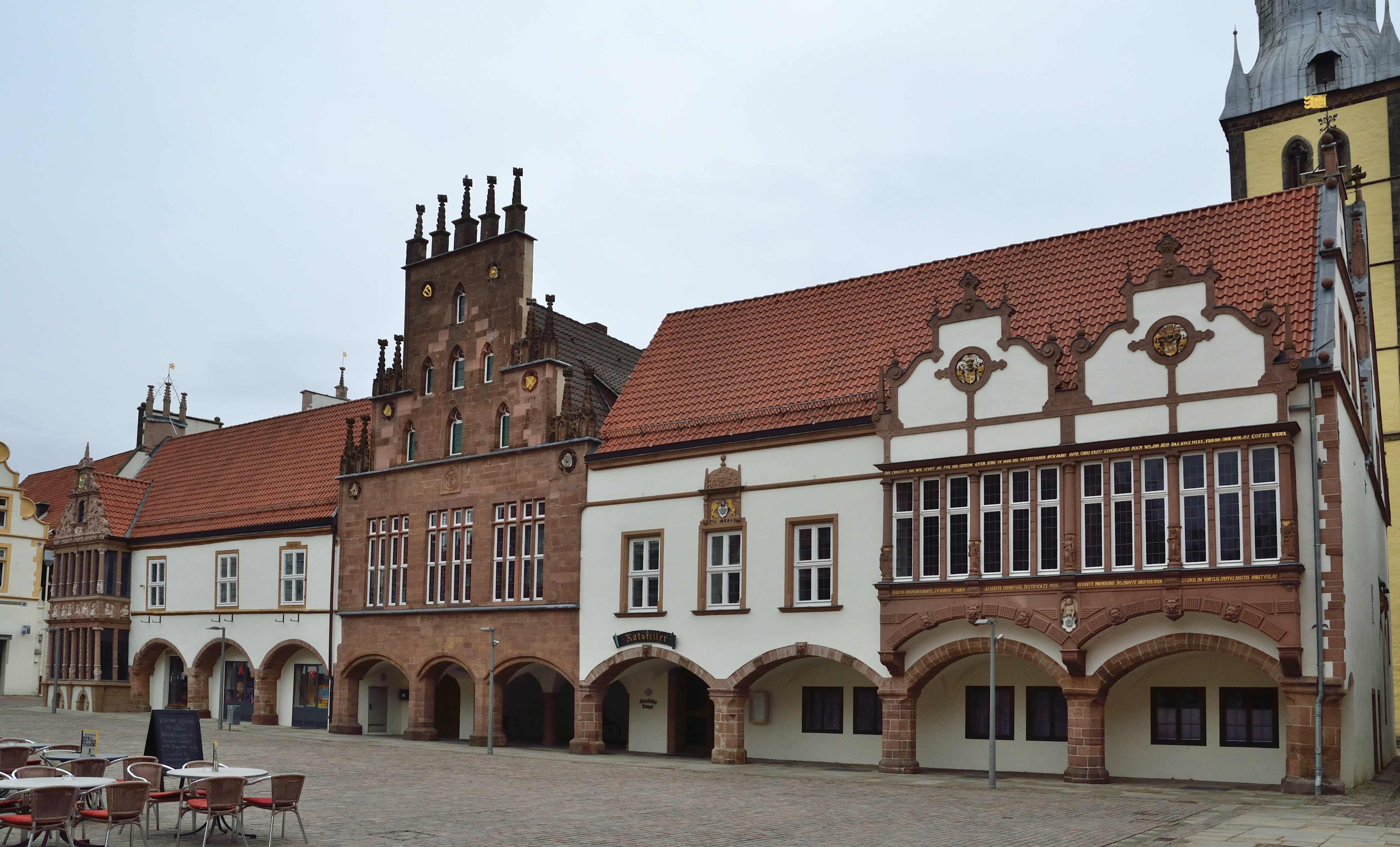
Ansicht von Südwesten

Das Rathaus von Lemgo im Kreis Lippe ist ein epochenübergreifendes Baudenkmal von besonderer Bedeutung. Es wurde von der UNESCO als europaweit schützenswertes Baudenkmal inventarisiert. Die Anfänge des Gebäudes liegen im Bau einer gotischen Markthalle, die in der mittelalterlichen Handelsstadt bald als Rathaus ausgebaut wurde, in dem verschiedene kommunale Funktionen eingerichtet wurden. Die Bauphasen liegen in der Blütezeit der Hansestadt Lemgo in Gotik und Renaissance. Die Prunkfassaden der Ratslaube und der Apothekenauslucht nehmen einen besonderen Rang in der regionalen Weserrenaissance, ein.

## Lage
Das Rathaus von Lemgo bildet heute einen Solitärbau und liegt auf der östlichen Seite des Marktplatzes. Es bildet somit einen Querriegel zwischen Markt- und Kirchplatz von St. Nikolai, der zentralen Hauptkirche der Altstadt. Seit dem Mittelalter liegt es im Zentrum der Stadt an wichtigen Hauptstraße, so liegt nördlich die Hauptverkehrsachse der Mittelstraße.

## Funktion
Das Rathaus von Lemgo ist als Baukörper nicht einheitlich geplant, sondern entwickelte sich in drei Jahrhunderten vom 14. bis zum 17. Jahrhundert zu der heutigen Anlage. Das Rathaus geht in seinem Ursprung auf einen langgestreckten Saalgeschossbau zurück. Er war nicht als Ratsgebäude konzipiert, sondern diente der vom Handel geprägten älteren Stadt Lemgo als kophus, also Kauf- bzw. Handelshaus, direkt am Marktplatz gelegen.
Dort erfolgte im 16. Jahrhundert die Anlage fester Bürger- und Handelshäuser in geordneter Reihung und die planvolle Gestaltung des Platzes mit repräsentativer Rathausfassade.
Aus Anlass der Vereinigung der Lemgoer Altstadt mit der handwerklich geprägten Neustadt im Jahre 1365 wurde das Marktgebäude zum gesamtstädtischen Versammlungsgebäude umfunktioniert. Mit der Nennung eines consistorium consulum 1372 sowie der Errichtung der Ratskammer und Gerichtslaube zu gleicher Zeit hat der Bau den Wandel vom Markt- zum Versammlungsort vollzogen, wobei eine Dominanz der Altstadt, also des kaufmännischen Stadtregiments, zu erkennen ist. Die Handwerkszünfte der Neustadt wurden an der Regierung beteiligt, doch das bereits 1314 erwähnte Rathaus der Neustadt wurde aufgegeben.

## Rathaustypus
In seiner Anlage ist dieser Markt- und Versammlungsbau der Kaufmannsgilde gleich den frühen niederdeutschen Rathäusern. Zwei Geschosse nehmen je einen großen Saal ein, die beide unabhängig voneinander erreichbar sind. Neben der räumlichen gibt es darin, wenigstens zeitweise, auch eine funktionale Trennung. Einerseits ist das Obergeschoss als repräsentativ gestalteter Raum oftmals Ort des Haus- beziehungsweise Landesherrn, das Erdgeschoss der Gefolgschaft. Andererseits kann im Marktbetrieb eine Trennung der städtischen Tuchhändler im Erdgeschoss und der auswärtigen Händler im Obergeschoss erfolgen. In Lemgo ist keine funktionale Trennung der Säle nachweisbar, doch grundsätzlich und wegen der unterschiedlichen Disposition der Eingangsportale denkbar.

## Baubeschreibung
Das Rathaus erstreckt sich in nordsüdlicher Richtung, auf seiner westlichen Seite finden sich vier später hinzugefügte Bauglieder an der Stelle von Privathäusern: in der Mitte die Alte Ratskammer, nördlich davon der Apothekenbau mit Auslucht sowie südlich die Neue Ratsstube und das Winteppenhaus. Auf der Nordseite findet sich ein weiterer Anbau, die Ratslaube mit der später aufgesetzten Kornherrenstube. Der Saalbau und die Alte Ratkammer sind Bauten der Gotik, während die anderen Teile der Renaissance entstammen.
Im Grundriss nimmt das Rathaus einen Raum von etwa 48 Metern Länge und 18 Metern Breite ein. Den höchsten Punkt des zweigeschossigen Gebäudes erreicht der Giebel der Alten Ratkammer mit einer Höhe von 17 Metern. Der Bau besteht zum großen Teil aus verputztem Bruchstein, seit dem 16. Jahrhundert wurde auch Backstein verwendet. Werksteingliederungen und unverputzte Schaufassaden der Renaissance sind ganz aus Werkstein. Das heutige farbliche Erscheinungsbild beruht auf einem kompletten Neuanstrich von 1977/78, bei dem die Wandflächen in gebrochenem Weiß, die Werksteinteile in Sandsteintönen ausgeführt wurden und die Wappen und Inschriften neue Farbfassungen erhielten.

## Der Saalbau

### Vorgängerbauten und frühes Stadium
Der Ursprung des Rathausbaus lässt sich unter dem nördlichen Teil des Saalbaus nachweisen. Die erhaltenen Grundmauern aus dem ersten Viertel des 13. Jahrhunderts zeigen einen Vorgängerbau mit leichten Mauern, auf denen möglicherweise Fachwerkwände ruhten. Er wurde wohl durch einen Stadtbrand um 1240/50 zerstört.
Die Entstehungszeit des zweiten Baus ist unmittelbar danach um 1250. Von diesem sind Fundamentreste erhalten. Die Breite entspricht dem dritten, heute erhaltenen Bau, die Länge kann nur von Norden bis zur Mitte des Rathauses sicher festgestellt werden. Um die Mitte des 14. Jahrhunderts ist dieser Bau ebenfalls einem Brand zum Opfer gefallen.
Kurz nach dem zweiten Brand wurde vermutlich um 1350/60 der dritte und letzte Bau, der heutige Saalbau, errichtet. Der Vorgängerbau wurde für den Neubau fast vollständig abgetragen. Um 1545 muss ein Brand den nördlichen Teil des Rathauses in allen Geschossen heimgesucht haben, der einen Um- und Neubau der Nordhälfte erforderte. Dabei wurde im Keller eine kocke (Küche) eingerichtet, die für die Bewirtung von Gästen des Rates notwendig war. Im Zuge der Umbauten nach dem Brand von 1545 wurden die Geschosse im Nordteil neu erstellt und ein neues Mittelportal in der Nordwand eingefügt.

### Äußeres
Der heutige Saalbau hat eine Länge von 48, eine Breite von 10,70 und eine Höhe bis zur Mauerkrone von 7 Metern. Die Mauern bestehen zum größten Teil aus weiß verputztem Bruchstein und Werkstein als Gliederungselemente an Ecken und Gewänden. An der Westseite des Langbaus schließen sich die späteren Bauglieder an. Der gesamte Bau ist mit ursprünglich drei Räumen unterkellert, dem Nord-, Süd- und Weinkeller in der Mitte. Auf dem Dach liegt eine lange durchgehende Gaube des 20. Jahrhunderts.
Die Ostwand als architektonisch untergeordneter Fassadenteil entbehrte seit jeher jeder besonderen baulichen Gliederung und Hervorhebung. Ihr Erscheinungsbild hat sich im Laufe der Zeit erheblich gewandelt. Nach einem Rekonstruktionsversuch gab es ursprünglich eine zweigeschossige Flucht von stichbogigen Fenstern. Zwei dieser ursprünglichen Fenster sind als Blenden links des Ostportals erhalten, ansonsten ist die Wand durch sieben große, dreibahnige Fenster gegliedert. Diese erstrecken sich über die Höhe der beiden ehemaligen Geschosse.
Die Schauseite des Rathauses war ursprünglich die Südfassade, die sich durch gotischen Giebelschmuck und symmetrische Fassadengestaltung repräsentativ gestaltet zeigte. Auf den Schrägen stehen sechs Fialen, deren Wimperge heute fehlen und Helme erneuert sind. Auf der Giebelspitze befindet sich eine Kreuzblume auf schlankem Schaft. Darunter ist im Giebelfeld ein Vierpassokulus eingelassen, unter dem sich ursprünglich sechs segmentbogige gotische Fenster in symmetrischer Anordnung öffneten.
In der Mitte gab es ein spitzbogiges Doppelportal mit einer Freitreppe, das heute durch eine Portalblende sichtbar ist. In der Wandfläche finden sich Kopfreliefs, die Darstellungen von Dummheit und Schlafmützigkeit sein könnten. Im Jahre 1548 wurde das Portal geschlossen und die Freitreppe abgebrochen, da mit dem Bau des Zeughauses auf dem Platz zwischen Rathaus und Papenstraße Sicht und Raum in der neuen schmalen Gasse beengt waren. Die Schauseite wurde damit auf die Nordseite verlegt.
Dort war 1545 ein neues Portal, das nun als Haupteingang in den Saalbau diente, erbaut worden. Über die ursprüngliche Gestalt der Nordfassade können keine Aussagen mehr getroffen werden, da die Nordseite im Jahr 1545 neu errichtet wurde. Dabei wurde das spätgotische Mittelportal mit Segmentbogen eingesetzt, das nun hinter der Ratslaube im Innern verdeckt ist. Die reichen Renaissancefenster wurden 1589 von Georg Crossmann gestaltet. Der Schildgiebel ist im Kontrast zu den aufwendig gestalteten Fenstergewänden schlicht gehalten. Der spätgotische Giebel ist von einer Fiale mit der Lemgoer Rose als Wetterfahne bekrönt.

### Inneres
Die Erschließung des Erdgeschosses erfolgte über das Hauptportal an der Südseite sowie vermutlich über einen weiteren Zugang in der Nordseite. Das Obergeschoss wurde über eine Treppe von Osten her erschlossen. In ihrer Anlage als durchgehende Säle und ihrer frühen Nutzung als Marktplatz für Pelzer, Schuster (schohus) und Wandschneider waren sie wohl ähnlich. Die Geschosse haben eine Länge von 45,50 und eine Breite von etwa 8,80 Meter und waren im ursprünglichen Zustand vermutlich große, durchgehende Säle. In ihnen fanden sich Nischen mit Wandschränken für Verkaufsstände, wie sie auch in Kaufhallen in Dortmund und Brilon vorkamen.
Das Obergeschoss besitzt mittig in der Westwand eine kleine Nische, die als Lichtnische oder als Lavabo-Nische für zeremonielle Waschungen in Ratsmessen gedeutet werden kann. Diese einfache Form von Ratskapellen ist auch in westfälischen Rathäusern in Attendorn und Dortmund bekannt.
Zu umfangreichen Veränderungen im Innern kam es im 16. und 18. Jahrhundert. Der Umbau des südlichen Saalbereiches erfolgte 1578/79 aus Anlass eines Besuches des Landesherrn Simons VI. Hier wurde ein über beide Geschosse reichender Saal eingerichtet, der rund zwei Drittel der Länge des Langbaus einnahm. Von Hermann Wulff wurden die großen, neuen Fenster mit Rollwerkrahmen gestaltet, in der ersten Hälfte des 18. Jahrhunderts wurde der restliche Saalbau entsprechend gestaltet. Das Ostportal wurde nach unten verlängert und diente nun als Eingang in den Erdgeschosssaal.
Im Zuge des Umbaus für die Nutzung als Amtsgericht wurden nach 1879 Umbauten vorgenommen, denen für einen Tresorraum im Keller der spätgotische Kamin der Küche von 1545 weichen musste.
Umfangreiche Umbauten und Restaurierungen wurden im 20. Jahrhundert vorgenommen. 1911/12 wurde im Wein- und Südkeller eine Ratskellerwirtschaft eingerichtet. 1921/22 erfolgte ein Umbau des Saales im Südteil. Bei Umbau und Auskernung der Südhälfte des Rathauses von 1959 bis 1962 wurde der Sitzungssaal erneuert. Über dem Saal wurde der Dachstuhl als Stahlkonstruktion erneuert und mit Büroräumen ausgebaut.
In den Jahren 1964/65 erfolgte die Auskernung der nördlichen Gebäudehälfte, die als notwendig erkannt wurde, als lediglich der Dachstuhl erneuert werden sollte. Erhebliche Bauschäden erforderten den Abbruch von Dach, Decken und Zwischenwänden bis zum Kellerfußboden sowie der eines Teils der Ostmauer. Im Innern entstand nun hinter der Nordfassade wieder die alte, zweigeschossige Aufteilung. Der übrige Bereich wurde als Halle ausgeführt, wo eine Empore mit Treppe zu neuen Büroräumen im Apothekenbau führt. Im Dachraum wurden Sitzungsräume mit Dachgauben eingerichtet.
Die Kellerräume waren ehemals durch den Eingang nördlich der Gerichtslaube zugänglich, der heutige befindet sich im Winteppenhaus. Durch ihn sind die Räume der Ratskellerwirtschaft erschlossen, die im Südkeller, Weinkeller und südlichen Teil des Nordkellers untergebracht sind. Eine Umgestaltung des Süd- und des Weinkellers und die Rekonstruktion des Zustandes von 1589 geschah 1977/78. Der quadratische Weinkeller ist gedeckt mit einem Gewölbe, das auf Pfeilern und Konsolen ruht. Der ursprünglich durch eine Wand vom Südkeller getrennte Raum ist seit dem Umbau 1911/12 in zwei Bögen geöffnet. Der zweischiffige Raum besitzt ebenfalls Gewölbe auf Pfeilern, ein Renaissancekamin aus dem Planetenhaus in der Mittelstraße 36 von 1612 befindet sich an der Südwand.

## Erweiterungsbauten
Die Anbauten sind dem Langbau des Rathauses auf der westlichen Seite vorgelagert und bilden dort eine durchgehende Fassade zum Marktplatz. Im Laufe der Zeit entstanden seit dem ausgehenden Mittelalter zahlreiche Erweiterungen des Rathauses, die auf die zunehmende funktionale Differenzierung zurückzuführen ist.
Die älteste Erweiterung ist der Ratskammerbau mit der Alten Ratskammer im Ober- und der Gerichtslaube im Erdgeschoss. Der zweite gotische Anbau ist der Apothekenbau von 1522. Die Ratslaube von 1565 im Norden, mit der 1589 aufgesetzten Kornherrenstube, das Winteppenhaus und der Ratsstubenbau mit der Neuen Ratsstube, beide von 1589, sind Bauten der Renaissance. Die einzelnen Bauteile sind in sich und Baustil unterschiedlich und bilden zusammen eine locker symmetrische architektonische Einheit. Die Kombination der verschiedenen Bauformen und Stile bewirkt leichte Kontraste zwischen schlichten Flächen und reicher Ornamentik.

### Ratskammerbau

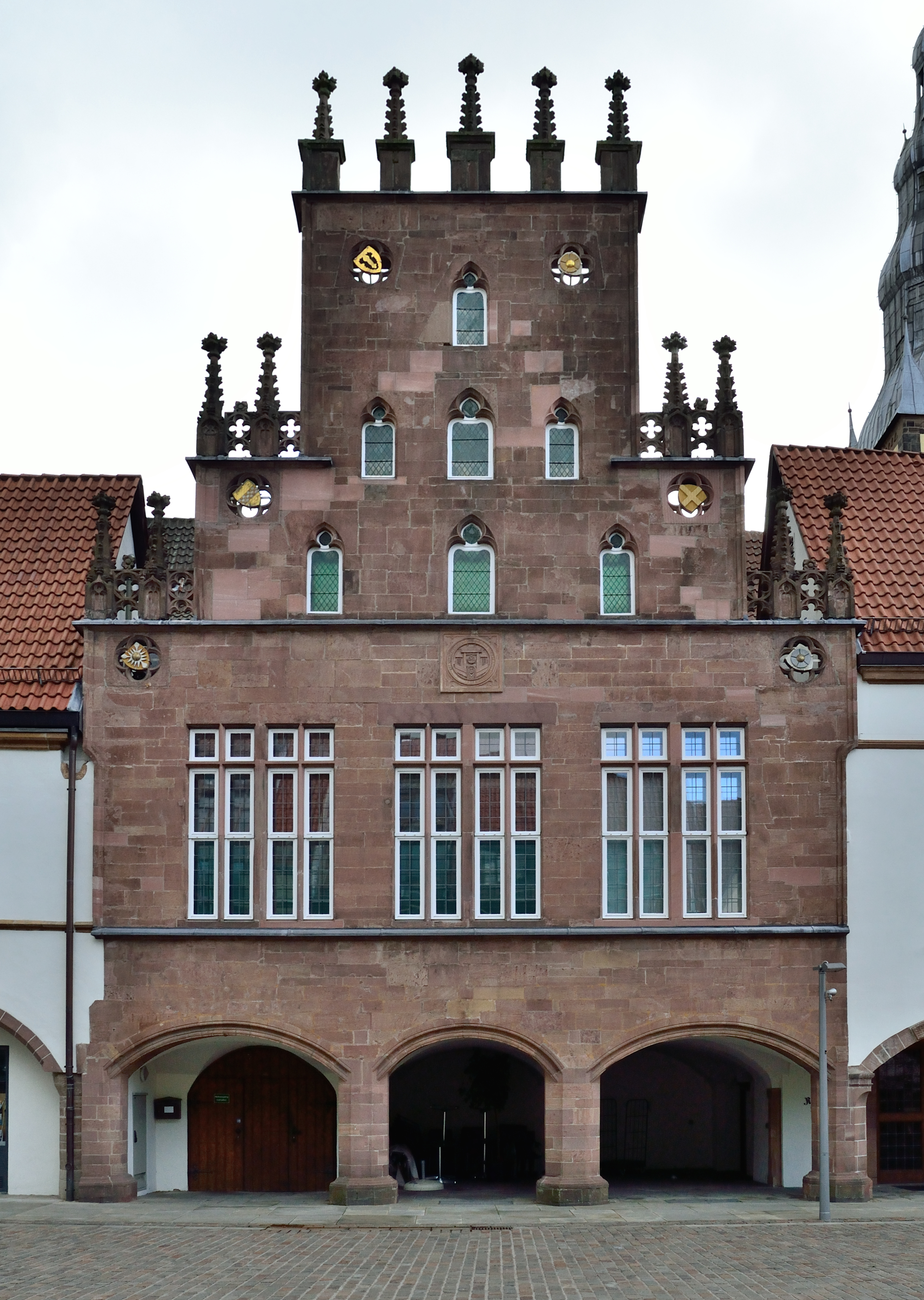
Ratkammergiebel

Der Ratskammerbau ist ein spätgotischer Bau von 1480, der vermutlich auf einen Vorgängerbau des 14. Jahrhunderts zurückgeht. Spätestens mit der Übernahme von sämtlichen landesherrlichen Gerichtsfunktionen durch den Stadtrat in den 1480er Jahren wurde der repräsentative Laubenbau für Zurschaustellung des kommunalen Selbstbewusstseins erforderlich. Im Obergeschoss befindet sich die Ratskammer, im Erdgeschoss öffnet sich eine Laube. Mit dem hohen Staffelgiebel, der dem des Rathauses der bedeutenden Hansestadt Münster ähnelt, und den großen Glasfenstern erhielt das Rathaus nun eine Schaufront, die Lemgo baulich in die Reihe der reichen Hansestädte stellte und damit Reichtum und Selbstbewusstsein sichtbar macht.

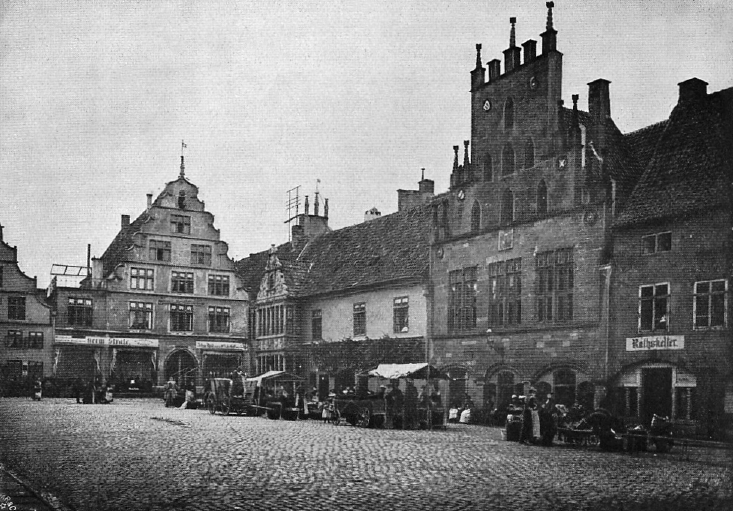
Ansicht von spätestens 1909

Das Gebäude ist ein aus rotem Sandstein bestehender Werksteinbau mit drei offenen Stichbögen im Erdgeschoss. Die von der hinten liegenden Treppe abgeteilten südlichen Schiffe bildeten die mittelalterliche Gerichtshalle. Die Arkaden des Ratkammerbaus waren zwischen 1839 und 1938 vermauert.
Der Schaugiebel besteht aus drei verschiedenartigen Staffeln, auf denen Maßwerkformen, Krabben und Fialen ruhen. In den Staffeln befinden sich sechs Durchbrüche mit Vierpässen, in die gelehnte Wappenschilde eingefügt sind. Die Wappenschilde beinhalten von links nach rechts die Wappen von Schaumburg, Mark, Hoya, Lemgo, das auf den Kopf gestellte Wappen Paderborns und schließlich das von Lippe. Die Fenster sind in einem sorgfältig proportioniertem Größenverhältnis angeordnet. Im Jahre 1881 wurde bei der Restaurierung das Flachrelief mit der Darstellung des ältesten Lemgoer Stadtsiegels eingesetzt.
Die Alte Ratskammer liegt im Obergeschoss des Gebäudes und hat ein Innenmaß von 6,70 Metern Länge und 9,40 Metern Breite bei einer ehemals 5,60 Meter hohen Holztonnendecke. Sie war der repräsentative Raum des Rates, der hier auf lederbezogenen Sitzen im Gestühl tagte, Gäste empfing und bewirtete. Die Wände waren dekoriert mit Spießen, Schwertern und Hakenbüchsen sowie mit Malereien. An die Stelle eines verschwundenen gotischen Kamins mit Wappen der Herrschaften der Familie des Bernhard VII. wurde 1965 ein Renaissancekamin aus der Kornherrenstube gesetzt. Zwischen 1839 und 1961 war der Raum durch eine Zwischendecke und in kleine Amtsstuben unterteilt. Beim Umbau wurden Malereien mit Inschriften zerstört, die teils in Abschrift erhalten sind. Sie enthielten Weisungen und Mahnungen an die Ratsherren für eine gerechte Regierung. Nach der Errichtung der Neuen Ratsstube hatte die Ratskammer ihre Funktion verloren und wurde von der Lemgoer Pelzerzunft und als Arrestlokal genutzt.

### Ratslaube und Kornherrenstube

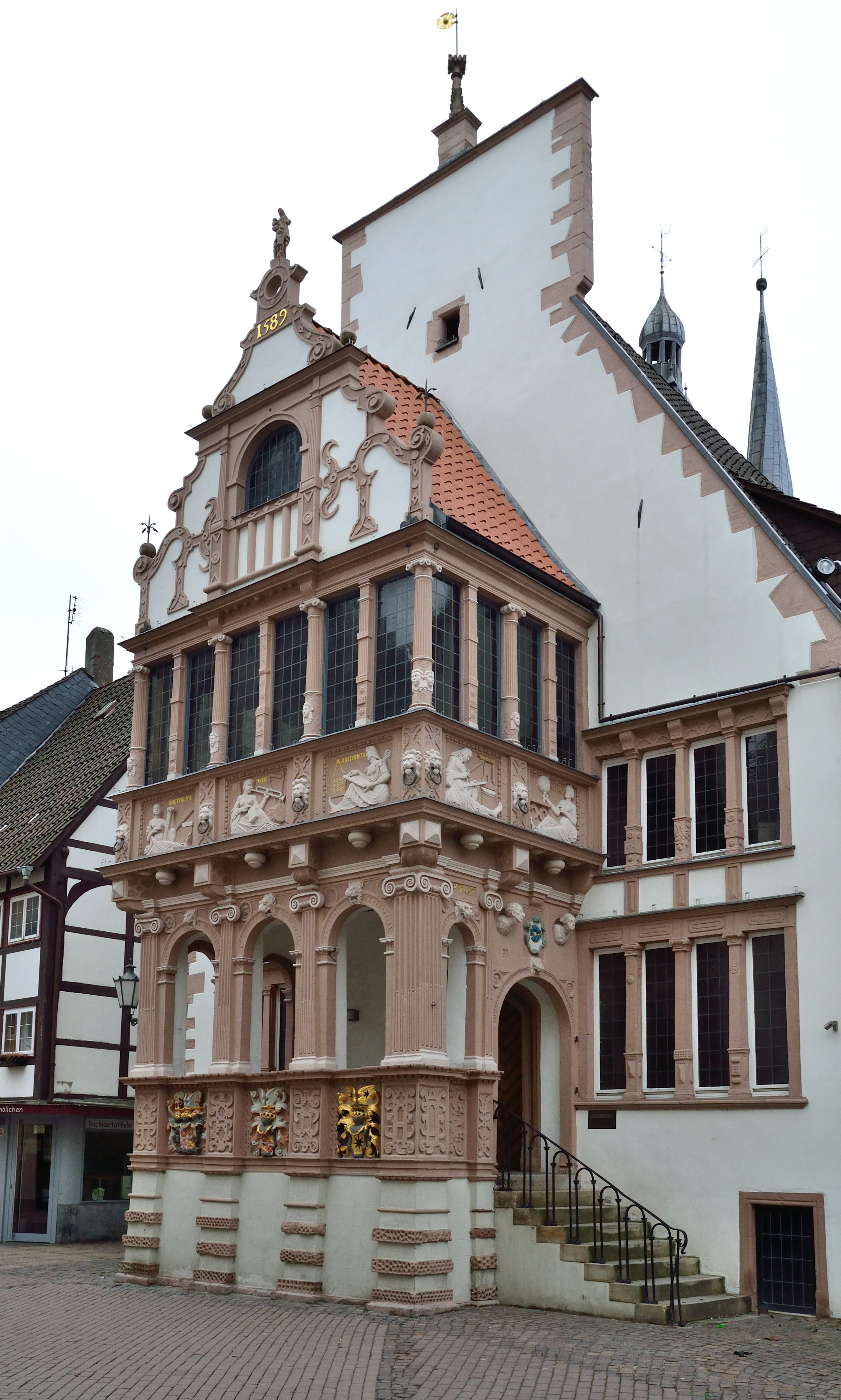
Laube und Kornherrenstube

Die Ratslaube ist dem Saalbau nördlich vorgelagert. Sie wurde 1565 dem Nordportal vorgesetzt und war seit 1545 Ort des Haupteingangs. Die Laube dient als Nobilitierung des Einganges und markiert das Rathaus innerhalb der Hauptstraße, in deren Straßenraum sie hineinragt.
Meister Hermann Wulff fertigte mit der Ratslaube den ersten Renaissancebauteil des Rathauses, wobei die kräftigen und eigentümlichen Formen und reiche Ornamentik der Weserrenaissance Anwendung fanden. Lisenen, Zierquader und Säulen gliedern die rundbogigen Fenster. Rollwerkmuster und dekorierte Vollwappen schmücken den Bau, auf dem die Jahreszahl 1565 eingelassen ist. Daneben gibt es Rundmedaillons, die teils mit Fratzen, teils mit Blüten ausgefüllt sind. Eine Rollwerkkartusche beinhaltet das Lemgoer Wappen, daneben sind Büsten eines Mannes in antiker und einer Frau in zeitgenössischer Kleidung angebracht. Ein besonderes Merkmal der Ratslaube ist die frühe Rollwerkornamentik, die hier erstmals in Lippe angebracht wurde. Die Asymmetrien mit ungleichmäßigen Formen sowie der verspielte und reiche Flächen- und Plastikschmuck sind Kennzeichen der Weserrenaissance.
Die Kornherrenstube wurde 1589 von Georg Crossmann als Obergeschoss auf die Ratslaube gesetzt. Benannt ist sie nach ihrer Bestimmung als Amtsstube der städtischen Kornherren, die die Aufsicht über den seit 1550 in Lemgo ansässigen zentralen Umschlagplatz für Getreide in Lippe hatten.
Der Bauteil sitzt auskragend auf diamantierten Konsolen auf. Beschlagwerk, Löwenköpfe und Reliefs mit allegorischen Darstellungen und epigraphischen Benennungen der Sieben Freien Künste dekorieren den Bauteil, nämlich „GRAMMATICA, DIALECTICA, RHETORICA, MVSICA, ARITHMETICA, GEOMETRIA und ASTRONO[MIA]“.
Die Fenster sind durch ionische Säulen und Pilaster gegliedert. Das Giebelfeld ist mehrfach geschweift und von Beschlagwerkbändern mit Voluten und in der Fläche geschmückt. Ein Okulus auf dem Giebel besitzt ein Inschriftenfeld mit der Jahreszahl 1589 und trägt eine allegorische Figur der Caritas.
Die Kornherrenstube besteht aus einem kleinen Raum, dessen ursprüngliche Innenausstattung 1965 entfernt wurde. Sie besaß einen Wandschrank, Sohlbänke, Wandvertäfelungen und Sitztruhen. Das Verhältnis des kleinen Innenraums zum reich geschmückten Äußeren zeigt eine eher repräsentative als tatsächlich funktionale Einrichtung. Ornamentik und Glasluxus zeigen materiellen, die Allegorien geistigen Reichtum der Stadt.

### Apothekenbau und Auslucht

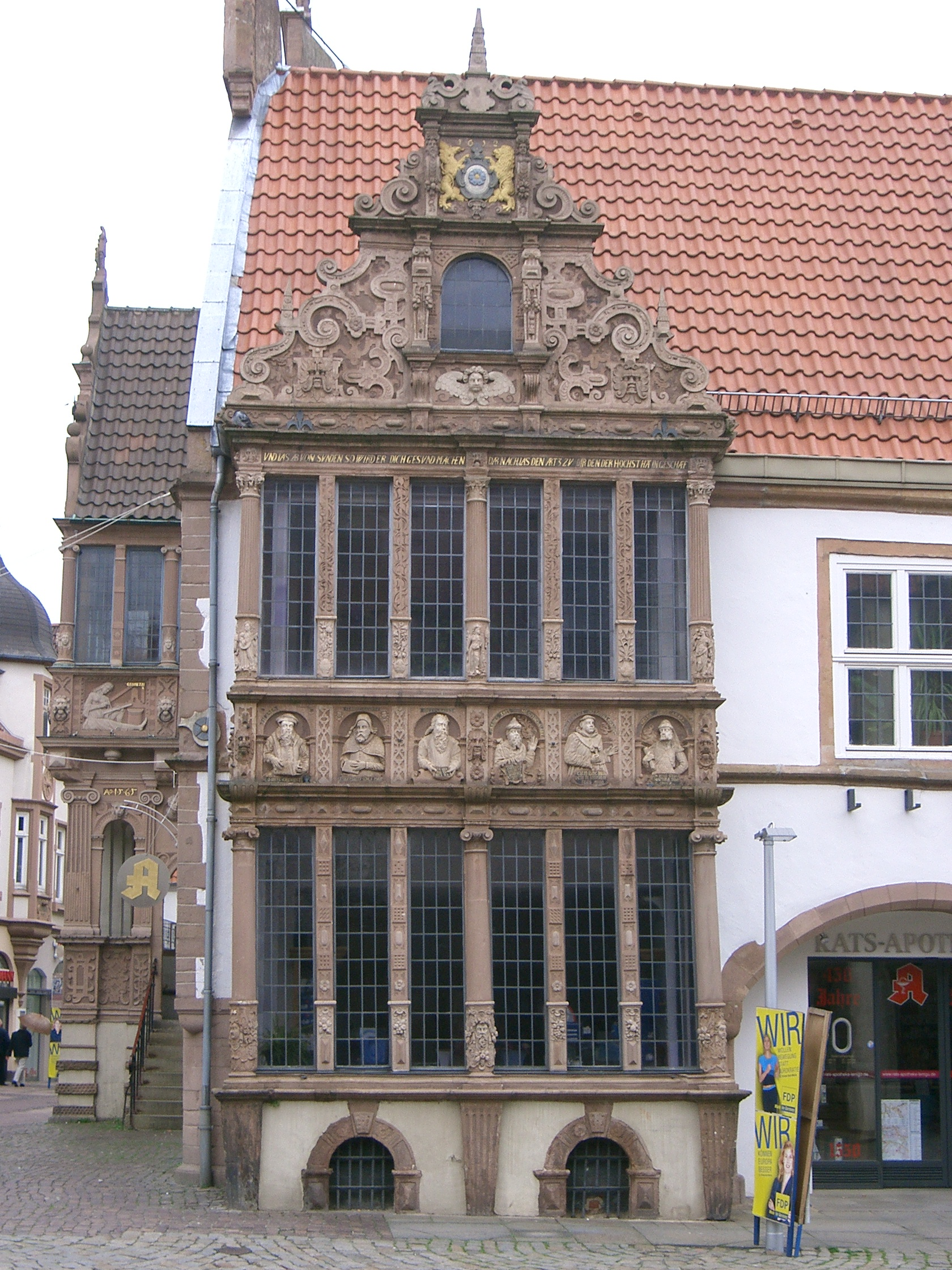
Apotheken-Auslucht

Der Apothekenbau liegt an der Nordwestecke des Rathauses und grenzt im Süden an den Ratskammerbau. Der gotische Bau wurde 1522 als Niggehuis (‚Neues Haus’) errichtet.
Der Apothekenbau ist zum Markt traufständig mit zwei Geschossen, deren Wandflächen weiß verputzt, die Werksteinteile rot sind. Der Nordgiebel ist ein schlichter Dreiecksgiebel mit schmaler Firststaffel und fünf Fenstern. Die mittlere Firststaffel trägt eine Wetterfahne mit der Lemgoer Rose.
Die Marktfassade ist im Erdgeschoss in einen Bogengang aufgelöst, der beim Bau der Apothekenauslucht verkürzt und vermauert wurde. Im Jahre 1964 wurden im Zuge der Auskernung des nördlichen Saalbaus und des Apothekenbaus die Bögen wieder freigelegt und mit einer hinter den Bögen liegenden Mauer abgeschlossen, in die Fenster und Tür eingelassen sind.
Die Apotheke wurde vor 1553 in Lemgo als erste im Lipper Land gegründet und 1559 im Nebengebäude des Rathauses untergebracht. Sie unterstand der Aufsicht von zwei Apothekerherren, die dem Stadtrat angehörten. Der Stadt brachte der Apothekenbetrieb erhebliche Einkünfte, da neben der Arzneiversorgung auch Handel mit Schreiberbedarf und edlen Lebensmitteln stattfand. Wegen der Enge der Geschäftsräume wurde 1600 die Vermauerung des Bogenganges und der Bau der Auslucht beschlossen. 1612 wurde die Auslucht der Apotheke vom Stadtbaumeister Hermann Roleff und seinem Sohn Johann, Nachfolger seines Vaters und Georg Crossmanns als Stadtbaumeister seit 1612, vollendet. Der reich geschmückte Bauteil mit den lebhaften Ärztereliefs stellt ein Hauptwerk der Weserrenaissance dar und ist die letzte und zugleich prachtvollste architektonische Erweiterung des Lemgoer Rathauses. Das Zusammenspiel von großen Fenster- und reichen Ornamentflächen erreicht in seiner Pracht fast barocke Formen.
Die Apothekenauslucht ist ein von einem geschweiften Dreiecksgiebel bekrönter, zweigeschossiger Bau an der Nordwestecke des Apothekenbaus. Sie ist dem Markt zugewandt und nobilitiert und betont die ansonsten schlichte Fassadenecke des Apothekenbaus. Die Wände sind fast vollständig in Fensterflächen geöffnet und durch waagerechte und senkrechte Gliederungen ausgewogen proportioniert. Beschlagwerk, Zierquader, Säulen und Rollwerk schmücken die Wandflächen. Daneben sind Kopf-, Löwen- und Rosenreliefs, Fruchtgehänge und zehn Hochreliefs mit Büsten berühmter Naturforscher und Ärzte aus Mythologie, Antike und aus dem Renaissancezeitalter selbst zu finden. Folgenden Gelehrten sind Reliefs mit Namensinschriften angebracht: „PEDANTIVS DIOSCORIDES“, „ARISTOTELES“ (Nordseite), „RHASES“, „CLAVDIVS GALENUS“, „HIPPOCRATES“, „HERMES TRISMEGISTOS“, „AEGYPT[ICUS]“, „R[AIMUNDUS] LULLIUS HISPANUS“, „GEBER ARABS“ (Hauptseite), sowie „ANDREAS VESALIVS“, und „TH[EOPHRASTUS]PARACELSVS GERMANVS“ (Südseite).
Den Darstellungen beigefügt sind jeweils Aussprüche oder Prinzipien der Personen sowie individuelle Attribute. Die Gestik der Figuren ist sehr variantenreich und individuelle Gesichtszüge sind besonders markant ausgeformt. Sie scheinen teils aus Lemgoer Werkstätten und größtenteils von den Bildhauern Hans oder Jonas Wolf aus Hildesheim zu stammen. Die Ärztereliefs gehen möglicherweise auf eine Auswahl des Apothekers Wolrad Ferber zurück, der zuvor beim Entwurf eines Nürnberger Arzneibuches mitgewirkt hatte. Für fünf Büsten sind Vorlagen in wissenschaftlichen Werken des 16. und frühen 17. Jahrhunderts nachgewiesen. Die Auswahl und bildliche Darstellung sprechen für ein hohes Maß an Gelehrsamkeit.
Im Obergeschoss sind fünf weibliche Figurenplastiken angebracht, die die fünf Sinne darstellen. Sie sind durch die Beischriften, aber auch durch ihre Attribute als „TACTVS“ und „AVDITVS“, Tastsinn und Gehör, in der Mitte „VISVS“, Gesicht, „GVSTVS“ und „ODORATVS“, Geschmack und Geruch, zu erkennen. Der abschließende Fries trägt eine Inschrift aus Satzteilen des Bibelbuches Sirach 38:
„WEN DU KRANK BIST SO BITTE DEN HERN UND LAS AB VON SVNDEN SO WIRD ER DICH GESVND MACHEN. DAR NACH LAS DEN ARTZ ZV DIR DEN DER HOCHST HAT IN GESCHAFF[EN]. DIE ART[N]ZEI KOMPT VOM HER[N] U[N]D DER APOTEKER BEREIT SI“
Der Sinnspruch steht für die Verbindung von Medizin und Obrigkeit, da es dem Gelehrten Jesus ben Eleasar ben Sirach bereits in jenem Bibelkapitel ein Anliegen ist, Weisheit und Gesetz miteinander in Einklang zu bringen.
Die Giebelfläche ist reich mit Beschlagwerkbändern, Voluten, Obelisken und Masken verziert. Ein Rollwerkschild zeigt das von einem Löwen und einem Greifen gehaltene Stadtwappen, darüber ist das Vollendungsjahr 1612 inschriftlich festgehalten. Eine bekrönende Äskulap-Figur ist nicht erhalten.
Wie die anderen Schaufassaden des Lemgoer Rathauses, so zeugt auch die der Apothekenauslucht ganz besonders von kommunalem Selbstbewusstsein.

### Ratsstubenbau

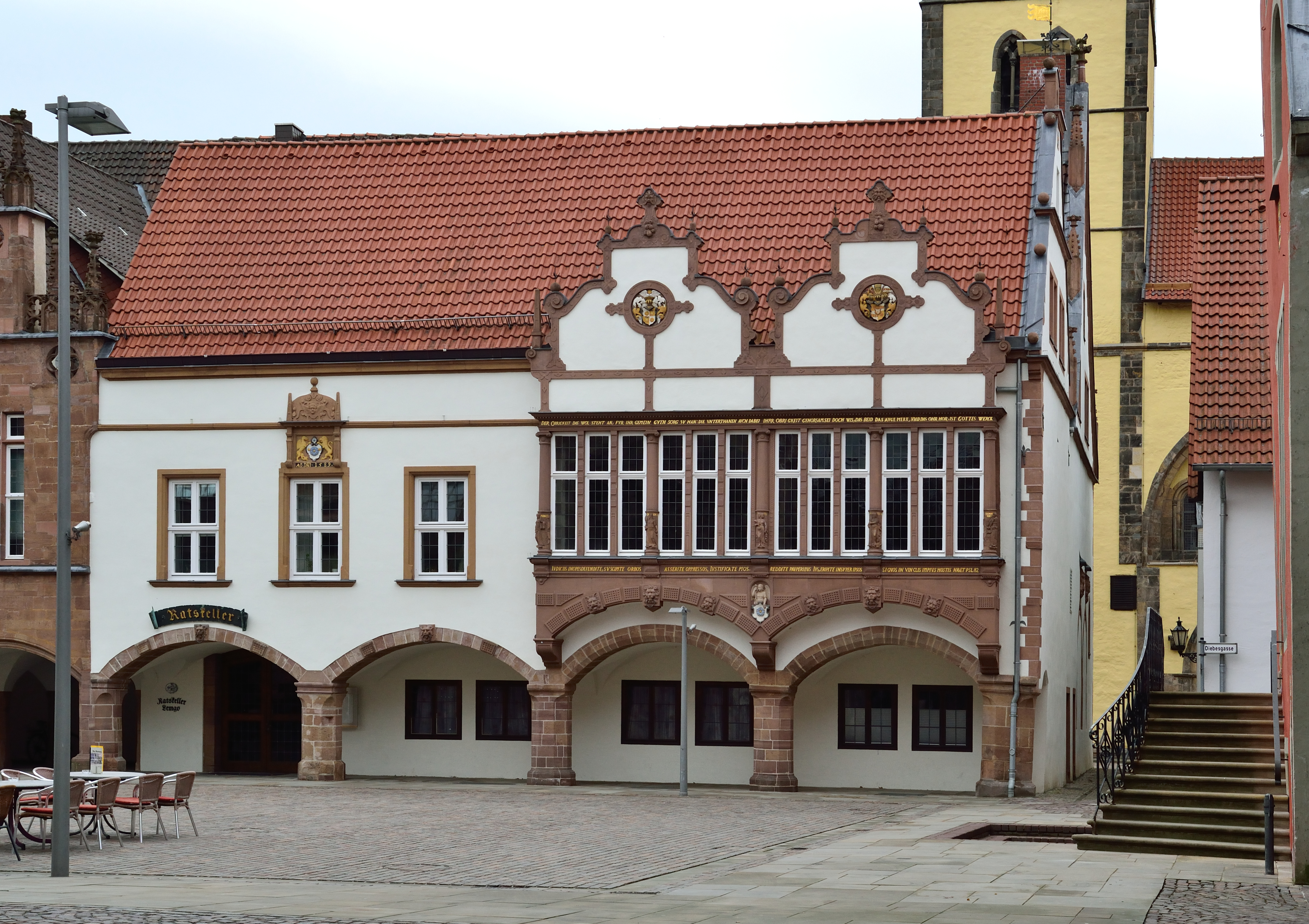
Ratsstubenerker und Winteppenhaus

Der Neue Ratsstubenbau ist der südwestliche Bauteil des Rathauses an der Ecke zwischen Altstadtscharren und Marktplatz. Das Erdgeschoss ist spätgotisch und öffnet sich in zwei flachen Arkaden, die im 19. Jahrhundert verschlossen waren. Heute besitzen die zurückliegenden Wände im schmalen Bogengang zwei Fensterpaare hinter jedem Bogen. Die Südwand besitzt drei moderne Doppelfenster. Die Schrägen des schlichten Giebels sind mit Steinkugeln und einem Ädikulaaufsatz gegliedert, auf dessen Segmentbogen zwei weitere Steinkugeln sowie eine Wetterfahne mit der ausgesägten Jahreszahl 1885 platziert sind. Ein Wappenstein mit der Lemgoer Rose aus dem 15. Jahrhundert stammt möglicherweise vom Vorgängerbau.
Das Obergeschoss wird eingenommen von der Neuen Ratsstube mit einem Doppelerker aus der Renaissance. Der Erkerbau wurde 1589 von Georg Crossmann als erstem vorkragenden Bauteil des Rathauses errichtet. Er sollte als Ratsarchiv (Repositur) und als neue Sitzungsstube anstatt der Alten Ratskammer dienen. In den Jahren 1958 bis 1961 musste der bis dahin am wenigsten veränderte Bauteil des Lemgoer Rathauses abgetragen und in originalgetreuer Kopie wiederhergestellt werden.
Auf Konsolen über den Bogenpfeilern liegen zwei zu den Bögen parallele, mit Zierquadern und Löwenkopfreliefs geschmückte Flachbögen. In einer Nische steht ein Engel mit Stab, der vor sich das Stadtwappen in einem Rollwerkschild hält.
Das obere Stockwerk ist in eine durchgehende Fensterfläche mit ionischen Säulengliederungen aufgelöst. Die Schäfte der Säulen sind mit figürlichen Darstellungen der fünf Kardinaltugenden geschmückt, die durch Beischrift und Attribute folgendermaßen erscheinen: Glaube (FIDES) mit Kreuz und Buch, Klugheit (PRVDENTIA) mit Spiegel und Schlange, Gerechtigkeit (IVSTITIA) mit Doppelkopf und Schwert, Tapferkeit (FORTITVDO) mit Säule und besiegtem Löwen und Mäßigkeit (TEMPERANT[IA]) als Rückenfigur, die Wasser in einen Weinbecher gießt. Die Brüstung trägt einen im Original erhaltenen Gebälkfries mit lateinischer Inschrift:
„VDICIIS INOPES DEFENDITE, SVSCIPITE ORBOS/ASSERITE OPPRESSOS, IVSTIFICATE PIOS./REDDITE PAVPERIBVS IVS, ERIPITE INSVPER IPSOS/SI QVOS IN VINLIS IMPIVS HOSTIS HABET PSL 82“
Der Text aus Psalm 82 lautet in deutscher Übersetzung: Verteidigt die Armen in Prozessen, widmet euch den Bedrängten, rechtfertigt die Frommen. Gebt den Armen das Recht zurück, überdies rettet jene, wenn sie der gottlose Feind in Fesseln hält. Auf dem Fries befindet sich die folgende, vom Original kopierte Inschrift
„DER OBRIGKEIT DAS WOL STEHT AN, FVR IHR GEMEIN GVTH SORG ZV HAN: DIE VNTERTHANEN AVCH DABEI IHRR OBRIGKEIT GEHORSAM SEI DOCH WIS; DAS BEID DAS AVGE MERK, VND DAS OHR HOR, IST GOTTES WERCK“.
Wie zuvor die Alte Ratkammer sollte nun die Neue Ratsstube den Rat selbstbewusst nach außen vertreten. Die Inschriften mit dem Ausdruck des Selbstverständnisses einer gerechten Regierung wurden nicht mehr innen, sondern außen für alle Bürger sichtbar angebracht. Sinnbildlich stehen die Sieben Tugenden für den moralischen Anspruch der Ratsherren, in deren Mitte innen wie außen als wichtigstes Symbol der Gerichtsbarkeit und Regierung die Justitia steht.
Der Doppelgiebel des Gebäudes ist durch Bänder an den geschweiften Rändern gerahmt und bietet zwei 1890 erneuerten Vollwappen des Grafen Simons VI. (links) und seiner Frau Elisabeth von Holstein-Schaumburg (rechts) Raum. Die Voluten des Giebels besitzen wiederum Steinkugeln und Obelisken, darüber finden sich Masken und bekrönende Wetterfahnen, die Lilien und Wappenschilde von Lippe und Schwalenberg tragen.
Im Erdgeschoss des Ratsstubenbaus sind zwei gewölbte Räume, das Obergeschoss wird von einem gewölbten Raum eingenommen. Er hat eine Länge von etwa acht und eine Tiefe von etwa 7 Metern und besitzt in der Mitte eine dekorativ betonte Säule, die mit Diamantquadern, Rollwerkvoluten, Tuch- und Fruchtgehängen sowie Kopfplastiken reich verziert ist. In einer rundbogigen Nische steht eine farbig gehaltene Justitia des Meisters Georg Crossmann von 1593, die gewissermaßen das innere Gegenstück zur äußeren Justitia-Figur darstellt.
Die Renaissance-Innenausstattung mit Wandvertäfelungen und Archivschränken mit gravierten Beschlägen ist original.

### Winteppenhaus

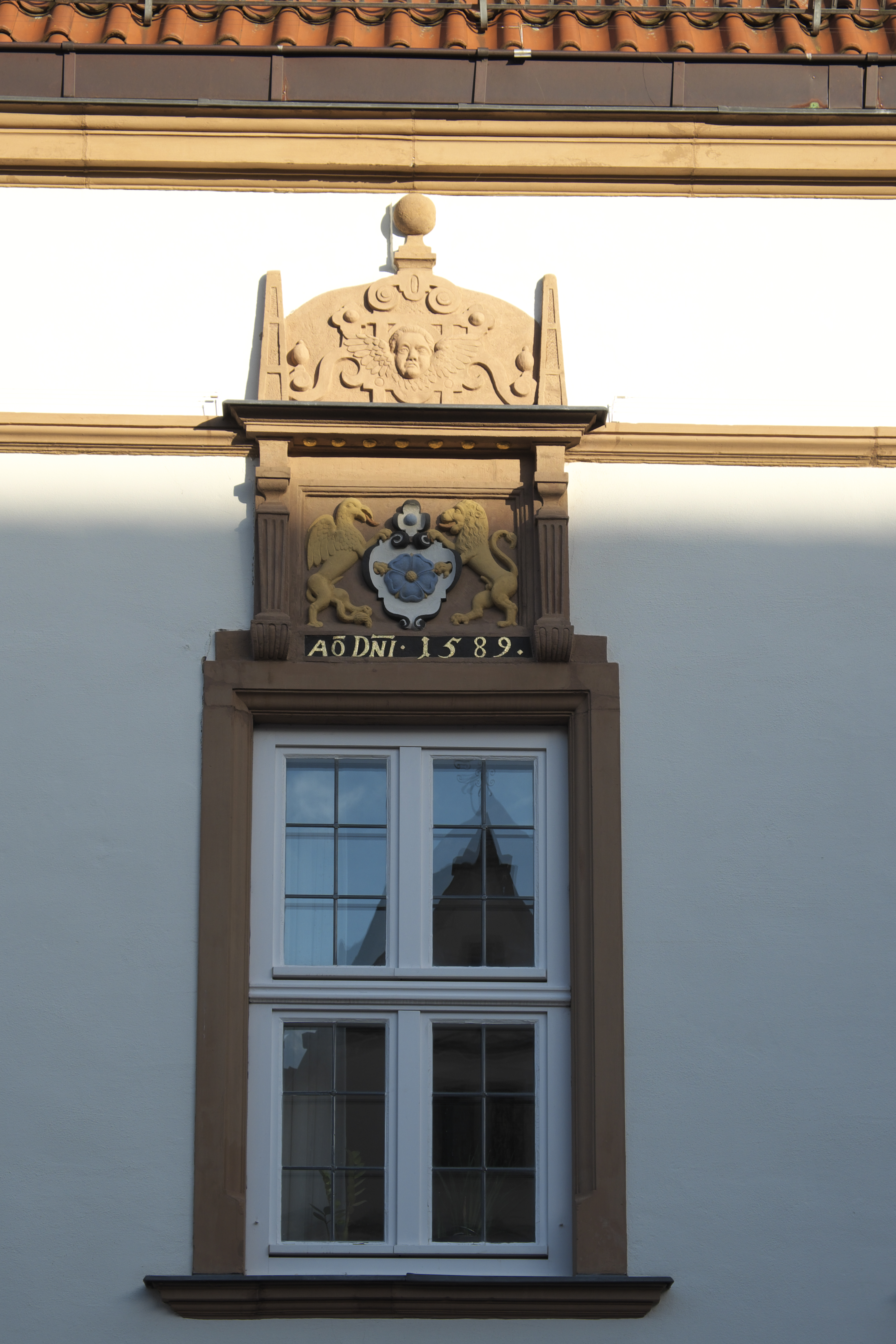
Winteppenhaus: Fenster mit Stadtwappen und Inschrift

Der einfachste Bauteil des Lemgoer Rathauses ist das Winteppenhaus, das 1589 von Georg Crossmann errichtet wurde. Der Name des Gebäudes leitet sich vom Winteppen, dem Weinzapfer, ab. Er war der Pächter des städtischen Weinhandels, dessen Lager im Saalbaukeller untergebracht war. Die Weinherren sind die frühesten bekannten Beamten des Rates mit besonderer Funktion, die im 15. Jahrhundert Erwähnung finden. Die Weinkellerordnung von 1462 sollte später Vorbild für die Regeln der Apotheken- und Kornherren werden.
Das Winteppenhaus ist ein einfacher, traufständiger Bau mit Satteldach. Im Norden grenzt er an den Ratskammer-, im Süden an den Ratsstuben-, im Osten an den südlichen Saalbau. Die Pfeiler- und Bogenformen des Bogenganges mit zwei flachen Arkaden wurden denen des Ratsstubenbaus angeglichen. Das Winteppenhaus hatte ursprünglich als einziger Bauteil zwei Obergeschosse. In die Fassade ist ein Relief des Stadtwappens eingelassen, das einen mit Engelskopf, Kugelknäufen und Obelisken geschmückten Beschlagwerkgiebel besitzt. Eine Inschrift nennt das Erbauungsjahr „AO DNI ×1589×“.
Von 1839 bis 1938 war der Bogengang geschlossen, und im Jahre 1903 wurde das zweite, niedrige Obergeschoss aufgegeben.